# Les Aventures de Ford Fairlane
Pour plus de détails, voir Fiche technique et Distribution.
Les Aventures de Ford Fairlane (The Adventures of Ford Fairlane) est un film américain réalisé par Renny Harlin et sorti en 1990.

## Synopsis
Los Angeles, 1989. Ford Fairlane est un détective privé évoluant dans une vie des plus dissolues et aux méthodes extravagantes et peu orthodoxes. Sa clientèle n'appartient exclusivement qu'au monde du show-business, comme par exemple INXS ou encore Neil Young.
Ford doit enquêter sur la mort mystérieuse de Bobby Black, star montante du hard rock. Par ailleurs, Ford est sollicité par son vieil ami, le DJ de radio Johnny Crunch, avec lequel il avait fondé jadis un groupe de rock'n'roll pour retrouver une femme surnommée "Zuzu les Pétales". Celle-ci se trouve être liée par le meurtre de Bobby Black mais peu de temps après, Johnny est assassiné à son tour. La confrontation de Fairlane avec le magnat du disque local, Julian Grendel, ne fera qu'attiser sa curiosité pour mener son enquête à terme. Il doit aussi composer avec l'animosité de la police, notamment le lieutenant Amos. Un gamin lui demande aussi de retourner la trace de son père.

## Fiche technique
Sauf indication contraire, les informations mentionnées dans cette section peuvent être confirmées par la base de données cinématographiques IMDb,  présente dans la section « Liens externes ».
- Titre original : The Adventures of Ford Fairlane
- Titre français : Les aventures de Ford Fairlane
- Réalisation : Renny Harlin
- Scénario : David Arnott, James Cappe et Daniel Waters, d'après le personnage créé par Rex Weiner
- Direction artistique : Christiaan Wagener
- Décors : John Vallone
- Costumes : Marilyn Vance
- Photographie : Oliver Wood
- Montage : Michael Tronick
- Musique : Yello et Cliff Eidelman
- Production : Steve Perry et Joel Silver

Productrice associée : Suzanne Todd
Producteurs délégués : Michael Levy
- Société de production : Silver Pictures
- Société de distribution : 20th Century Fox (États-Unis)
- Budget : N/A
- Pays de production : États-Unis
- Format : Couleurs - 35 mm - 2,35:1 - Dolby
- Genre : comédie, action et aventures
- Durée : 104 minutes
- Date de sortie[1] :
  - États-Unis : 11 juillet 1990

## Distribution
- Andrew Dice Clay (VF : Daniel Russo) : Ford Fairlane
- Wayne Newton (VF : Pierre Hatet) : Julian Grendel
- Priscilla Presley (VF : Louison Roblin) : Colleen Sutton
- Morris Day (VF : Mark Lesser) : Don Cleveland
- Lauren Holly (VF : Marie Vincent) : Jazz
- Maddie Corman (VF : Stéphanie Murat) : Zuzu Petals (Zouzou les pétales en VF)
- Gilbert Gottfried (VF : Michel Mella) : Johnny Crunch
- David Patrick Kelly (VF : Philippe Peythieu) : Sam
- Brandon Call : le gamin
- Robert Englund (VF : Francis Lax) : Smiley
- Ed O'Neill (VF : Patrick Préjean) : le lieutenant Amos
- Vince Neil : Bobby Black
- Sheila E. : la chanteuse dans le club
- Tone Loc : Slam le rappeur
- Hili et Gry Park : les sœurs jumelles dans le club

## Production

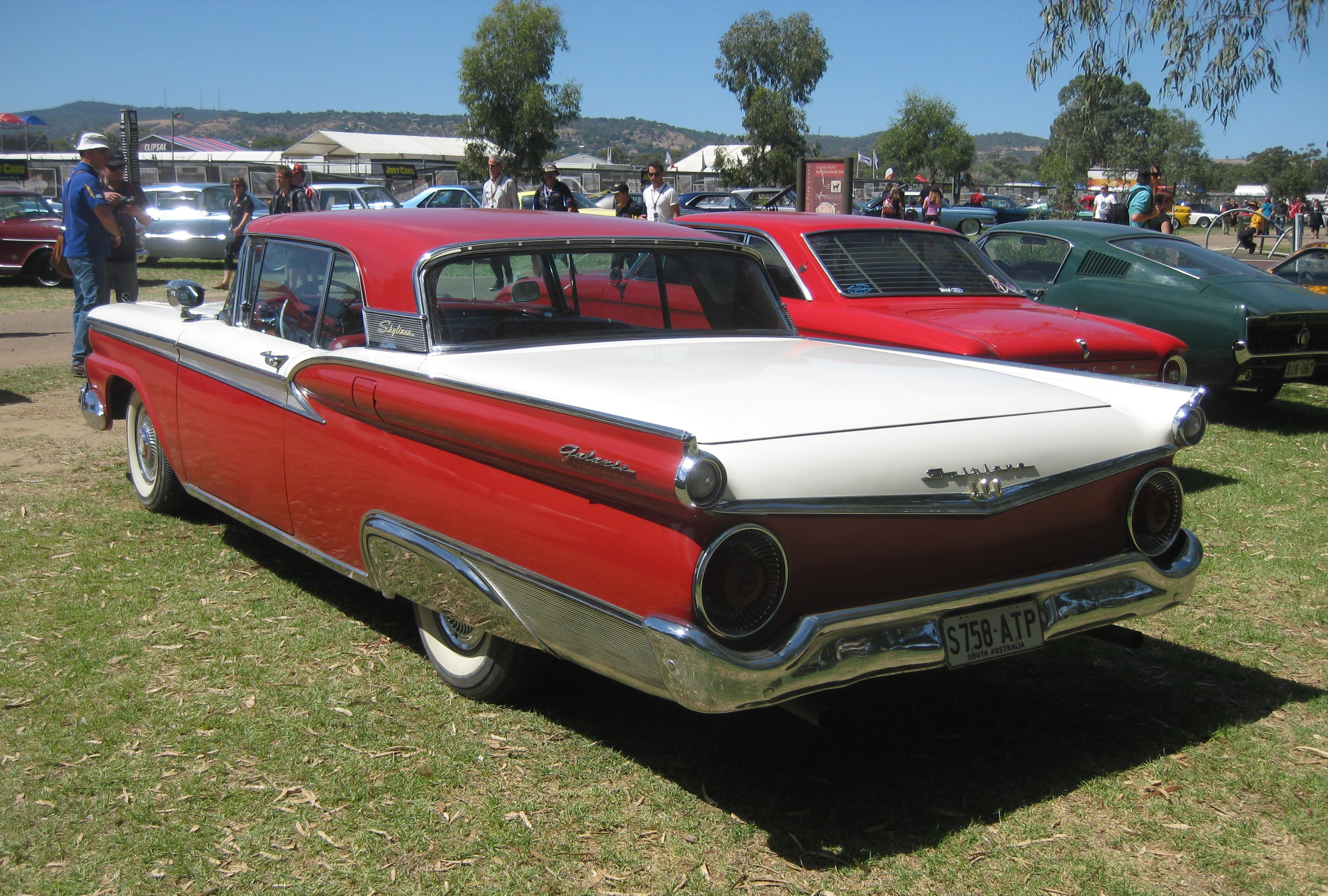
Une Ford Fairlane 500 Skyliner similaire à celle du film

Le scénario s'inspire du personnage de créé par Rex Weiner, dans les aventures étaient publiées en serials en 1979 et 1980 dans New York Rocker et LA Weekly.

## Bande originale
La musique du film est composée par Cliff Eidelman. Certaines compositions du groupe Yello, tirée de l'album Baby, sont également utilisées. La bande originale, commercialisée par Elektra, ne contient cependant que des chansons du film d'artistes rock Billy Idol, Sheila E. ou encore Mötley Crüe.
| 1.  | Cradle of Love                          | Billy Idol, David Werner                 | Billy Idol                       | 4:41 |
| 2.  | Sea Cruise                              | Huey P. Smith                            | Dion                             | 3:01 |
| 3.  | Funky Attitude                          | Sheila E., Pete Escovedo                 | Sheila E.                        | 4:34 |
| 4.  | Glad To Be Alive                        | Leroy Bell, Casey James                  | Teddy Pendergrass & Lisa Fischer | 4:57 |
| 5.  | Can't Get Enough                        | Jeffrey Fortson, Matt Dike, Michael Ross | Tone Lōc                         | 4:08 |
| 6.  | Rock'n Roll Junkie                      | Nikki Sixx, Tommy Lee et Mick Mars       | Mötley Crüe                      | 4:01 |
| 7.  | I Ain't Got You                         | Clarence Carter                          | Andrew Dice Clay                 | 1:57 |
| 8.  | Last Time In Paris                      | Geoff Tate, Chris DeGarmo                | Queensrÿche                      | 3:52 |
| 9.  | Unbelievable (Theme From Ford Fairlane) | Yello                                    | Yello                            | 3:35 |
| 10. | The Wind Cries Mary                     | Jimi Hendrix                             | Richie Sambora                   | 5:59 |

## Distinctions
Source : Internet Movie Database

### Récompenses
- MTV Video Music Awards 1990 : meilleur clip pour Cradle of Love de Billy Idol
- Razzie Awards 1991 : pire film (ex æquo avec Ghosts Can't Do It), pire acteur pour Andrew Dice Clay et pire scénario
- ASCAP Awards 1991 : Most Performed Songs from Motion Pictures pour Cradle of Love de Billy Idol

### Nominations
- Razzie Awards 1991 : pire second rôle masculin pour Gilbert Gottfried;  pire second rôle masculin pour Wayne Newton et pire réalisateur pour Renny Harlin

## Commentaire
Le nom du personnage provient de sa voiture, une Ford Fairlane 500 Skyliner.